# Гладков (посёлок)
Гладков — посёлок в Чернышковском районе Волгоградской области России. Входит в состав Басакинского сельского поселения.

## Население
| 2010 |
| ---- |
| 41   |